# Enizemum imitatum
Enizemum imitatum är en stekelart som beskrevs av Dasch 1964. Enizemum imitatum ingår i släktet Enizemum och familjen brokparasitsteklar. Inga underarter finns listade i Catalogue of Life.